# Ірмучаш
Ірмуча́ш (рос. Ирмучаш, марій. Ермучаш) — присілок у складі Параньгинського району Марій Ел, Росія. Входить до складу Куракінського сільського поселення.

## Населення
Населення — 220 осіб (2010; 214 у 2002).
Національний склад (станом на 2002 рік):
- марі — 100 %